# Flávio Nazinho
Flávio Basilua Jacinto Nazinho (Almada, 20 luglio 2003) è un calciatore portoghese, difensore del Cercle Bruges.

## Carriera

### Club
Cresciuto nel settore giovanile dello Sporting Lisbona, ha esordito in prima squadra il 28 novembre 2021, in occasione dell'incontro di Primeira Liga vinto per 2-0 contro il Tondela. Nel corso di questa stagione, durante la quale continua anche a far parte della squadra riserve del club lusitano, gioca complessivamente cinque partite in prima squadra (due in campionato, una in Coppa di Portogallo e due in Champions League). Anche nella stagione 2022-2023 continua ad alternarsi tra prima squadra e squadra riserve, riuscendo comunque a giocare con buona regolarità in Champions League, competizione nella cui fase a gironi scende in campo in tre delle sei partite in programma.

### Nazionale
Ha giocato nelle nazionali giovanili portoghesi Under-16, Under-18, Under-19 ed Under-20.

## Statistiche

### Presenze e reti nei club
Statistiche aggiornate al 25 maggio 2025.
| Stagione                  | Squadra                   | Campionato                | Campionato | Campionato | Coppe nazionali | Coppe nazionali | Coppe nazionali | Coppe continentali | Coppe continentali | Coppe continentali | Altre coppe | Altre coppe | Altre coppe | Totale | Totale |
| Stagione                  | Squadra                   | Comp                      | Pres       | Reti       | Comp            | Pres            | Reti            | Comp               | Pres               | Reti               | Comp        | Pres        | Reti        | Pres   | Reti   |
| ------------------------- | ------------------------- | ------------------------- | ---------- | ---------- | --------------- | --------------- | --------------- | ------------------ | ------------------ | ------------------ | ----------- | ----------- | ----------- | ------ | ------ |
| 2020-2021                 | Sporting Lisbona B        | CdP                       | 5          | 0          | -               | -               | -               | -                  | -                  | -                  | -           | -           | -           | 5      | 0      |
| 2021-2022                 | Sporting Lisbona B        | L3                        | 12         | 1          | -               | -               | -               | -                  | -                  | -                  | -           | -           | -           | 12     | 1      |
| 2022-2023                 | Sporting Lisbona B        | L3                        | 12         | 2          | -               | -               | -               | -                  | -                  | -                  | -           | -           | -           | 12     | 2      |
| Totale Sporting Lisbona B | Totale Sporting Lisbona B | Totale Sporting Lisbona B | 29         | 3          |                 | -               | -               |                    | -                  | -                  |             | -           | -           | 29     | 3      |
| 2021-2022                 | Sporting Lisbona          | PL                        | 2          | 0          | CP+CdL          | 1+0             | 0               | UCL                | 2                  | 0                  | SP          | 0           | 0           | 5      | 0      |
| 2022-2023                 | Sporting Lisbona          | PL                        | 3          | 0          | CP+CdL          | 0               | 0               | UCL                | 3                  | 0                  | -           | -           | -           | 6      | 0      |
| Totale Sporting Lisbona   | Totale Sporting Lisbona   | Totale Sporting Lisbona   | 5          | 0          |                 | 1               | 0               |                    | 5                  | 0                  |             | -           | -           | 11     | 0      |
| 2023-2024                 | Cercle Bruges             | D1                        | 22         | 1          | CB              | 1               | 0               | -                  | -                  | -                  | -           | -           | -           | 23     | 1      |
| 2024-2025                 | Cercle Bruges             | D1                        | 27+2       | 1+1        | CB              | 0               | 0               | UEL+UECL           | 4+6                | 0+0                | -           | -           | -           | 39     | 2      |
| Totale Cercle Bruges      | Totale Cercle Bruges      | Totale Cercle Bruges      | 51         | 3          |                 | 1               | 0               |                    | 10                 | 0                  |             | -           | -           | 62     | 3      |
| Totale carriera           | Totale carriera           | Totale carriera           | 85         | 6          |                 | 2               | 0               |                    | 15                 | 0                  |             | 0           | 0           | 102    | 6      |

### Cronologia presenze e reti in nazionale
| Cronologia completa delle presenze e delle reti in nazionale ― Portogallo under 21 | Cronologia completa delle presenze e delle reti in nazionale ― Portogallo under 21 | Cronologia completa delle presenze e delle reti in nazionale ― Portogallo under 21 | Cronologia completa delle presenze e delle reti in nazionale ― Portogallo under 21 | Cronologia completa delle presenze e delle reti in nazionale ― Portogallo under 21 | Cronologia completa delle presenze e delle reti in nazionale ― Portogallo under 21 | Cronologia completa delle presenze e delle reti in nazionale ― Portogallo under 21 | Cronologia completa delle presenze e delle reti in nazionale ― Portogallo under 21 |
| Data                                                                               | Città                                                                              | In casa                                                                            | Risultato                                                                          | Ospiti                                                                             | Competizione                                                                       | Reti                                                                               | Note                                                                               |
| ---------------------------------------------------------------------------------- | ---------------------------------------------------------------------------------- | ---------------------------------------------------------------------------------- | ---------------------------------------------------------------------------------- | ---------------------------------------------------------------------------------- | ---------------------------------------------------------------------------------- | ---------------------------------------------------------------------------------- | ---------------------------------------------------------------------------------- |
| 15-11-2024                                                                         | Alverca do Ribatejo                                                                | Portogallo under 21                                                                | 3 – 3                                                                              | Ucraina under 21                                                                   | Amichevole                                                                         | -                                                                                  | 46’                                                                                |
| 18-11-2024                                                                         | Trenčín                                                                            | Slovacchia under 21                                                                | 1 – 3                                                                              | Portogallo under 21                                                                | Amichevole                                                                         | -                                                                                  |                                                                                    |
| 21-3-2025                                                                          | Vila Nova de Famalicão                                                             | Portogallo under 21                                                                | 0 – 1                                                                              | Romania under 21                                                                   | Amichevole                                                                         | -                                                                                  | 45’                                                                                |
| 24-3-2025                                                                          | West Bromwich                                                                      | Inghilterra under 21                                                               | 4 – 2                                                                              | Portogallo under 21                                                                | Amichevole                                                                         | -                                                                                  | 45’                                                                                |
| 11-6-2025                                                                          | Trenčín                                                                            | Portogallo under 21                                                                | 0 – 0                                                                              | Francia under 21                                                                   | Europeo Under-21 2025 - 1º turno                                                   | -                                                                                  | 46’                                                                                |
| 14-6-2025                                                                          | Trenčín                                                                            | Portogallo under 21                                                                | 5 – 0                                                                              | Polonia under 21                                                                   | Europeo Under-21 2025 - 1º turno                                                   | -                                                                                  |                                                                                    |
| 17-6-2025                                                                          | Trenčín                                                                            | Georgia under 21                                                                   | 0 – 4                                                                              | Portogallo under 21                                                                | Europeo Under-21 2025 - 1º turno                                                   | -                                                                                  |                                                                                    |
| 21-6-2025                                                                          | Žilina                                                                             | Portogallo under 21                                                                | 0 – 1                                                                              | Paesi Bassi under 21                                                               | Europeo Under-21 2025 - Quarti di finale                                           | -                                                                                  |                                                                                    |
| Totale                                                                             |                                                                                    | Presenze                                                                           | 8                                                                                  |                                                                                    | Reti                                                                               | 0                                                                                  |                                                                                    |